# وادي درعة
وادي درعة هو أطول واد في المغرب، ينبع من جبال الأطلس الكبير بالمغرب في اتجاه الجنوب الشرقي حيث يلتقي وادي دادس ونهر إميني، يبلغ طول وادي درعة 1200 كلم، وصبيبه 243 متر مكعب في الثانية.  ويقطع الصحراء إلى تاكونيت ومنها يصب أغلبه في الناحية الغربية في المحيط الأطلسي، ويصب القليل في شمال طانطان. ويجف ذلك الجزء من وادي درعة الواقع بعد تاكونيت أغلب العام. يشكل جزء من وادي درعة الحدود السياسية بين المغرب والجزائر.

## روافد وادي درعة

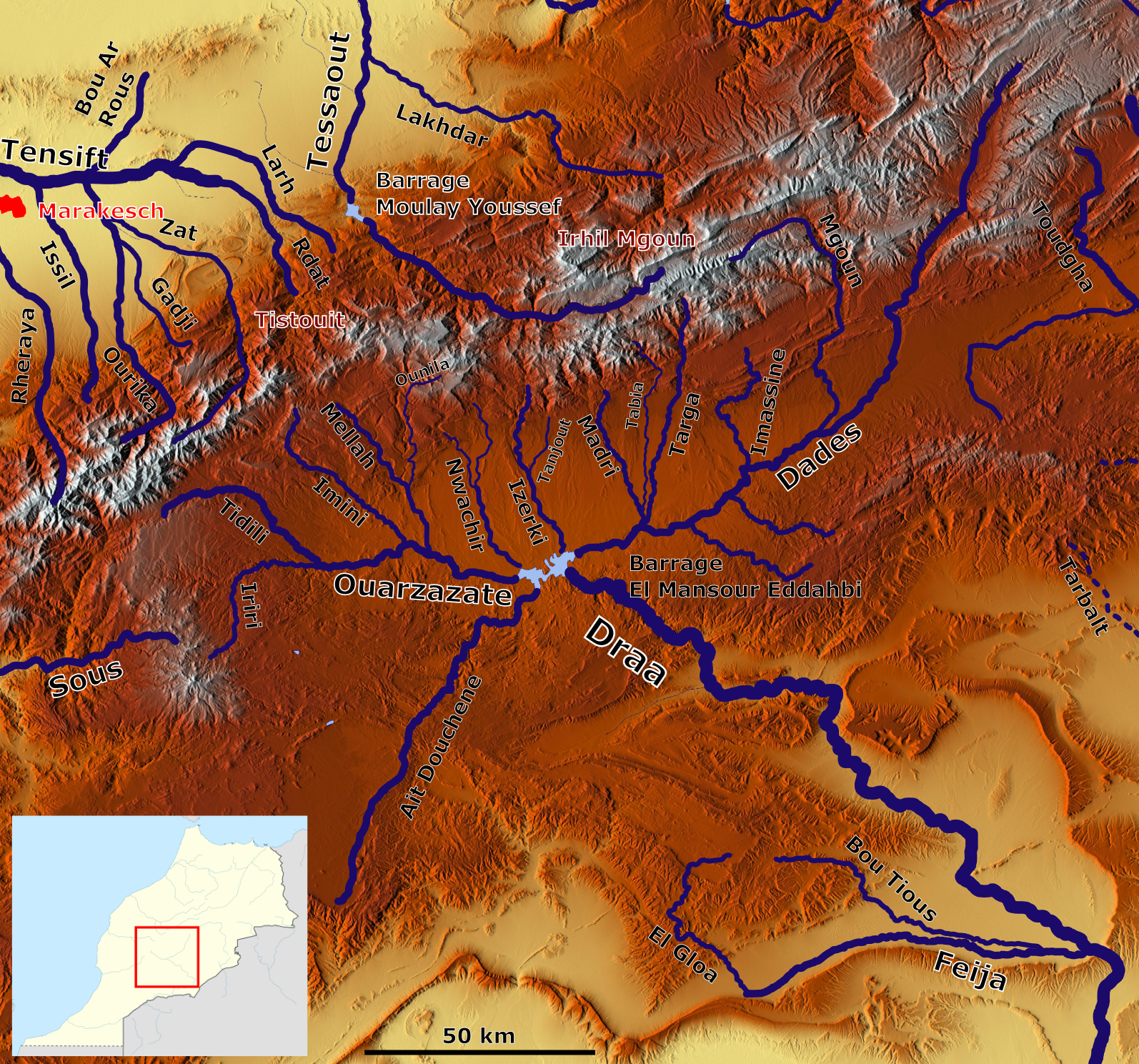
روافد نهر درعة بناءً على خريطة الجيش الأمريكي

ينبع وادي درعة من المنحدر الجنوبي للأطلس الكبير. ويتكون من التقاء نهري داداس وواد ورزازات على مستوى بحيرة سد المنصور الذهبي على بعد بضعة كيلومترات شرق ورزازات. ومن الشمال الشرقي يأتي نهر داديس الذي ينحدر من الأطلس الكبير الشرقي والذي يستقبل روافد له واد "مكون" القادم من المنحدر الجنوبي لكتلة مكون والذي يبلغ ذروته بأكثر من 4000 متر. ومن الشمال الغربي يأتي وادي ورزازات الناتج عن التقاء وادي أونيلة الذي ينحدر من تيزي نتيلوت ووادي إميني الذي ينحدر من تيزي نتيشكا والذي يصرف أيضا المنحدر الشمالي لجبل سيروة. تستقبل البحيرة أيضًا نهر ندوشين الذي يصرف المنحدر الشرقي لنهر سيروا.

## جغرافيا
يقطع وادي درعة جهتنين مغربيتين وهما جهة  درعة تافلالت وجهة كلميم واد نون. ينقسم وادي درعة إلى ثلاثة أجراء

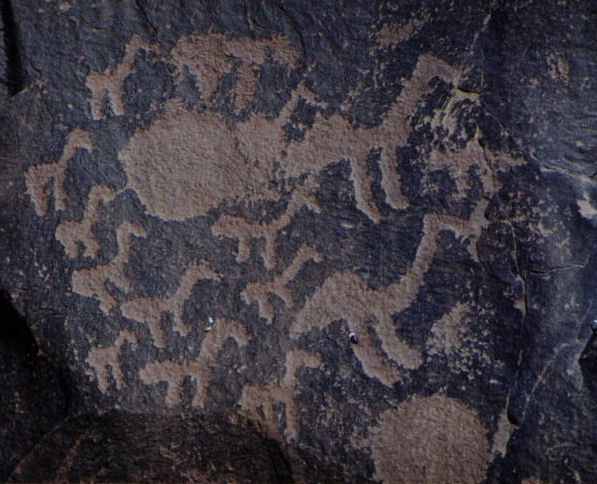
الفن الصخري في عصور ما قبل التاريخ، فم شنة/ تنزولين-زاكورة، وادي نهر درعة، المغرب

درعة العليا: بعد مغادرة السد، يعبر وادي درعة لمسافة خمسين كيلومترًا أودية ضيقة جدًا، محفورة في سفوح جبال الأطلس الصغير. بعد إنشاء سد المنصور الذهبي عام 1972 أصبحت فيضانات درعة الطينية شيئاً من الماضي ولم يعد النهر يصل إلى المحيط.
درعة الوسطى: من أكدز، تعبر الدرعة سلسلة من الواحات، تفصلها وديان قصيرة وضحلة. ثم يمتد الطريق الوطنية رقم 9 لمسافة 92 كم من أكدز إلى زاكورة، ثم 108 كم من زاكورة إلى المحاميد. ويكون التدفق بعد ذلك غير منتظم للغاية، ويزداد بعد هطول أمطار الخريف وعندما يذوب الثلج في جبال الأطلس الكبير في الربيع. ومع ذلك، هدأت الفيضانات منذ ملء السد عام 1971.
درعة السفلى: هي الجزء الأطول والأكثر جفافاً، وذلك لبعدها عن قمم الأطلس الكبير المغطاة بالثلوج. وباتجاهها نحو الغرب والجنوب الغربي، يقع المسار الأكثر جفافًا لنهر درعة بين المنحدرات الجنوبية لجبال الأطلس الصغير على ضفته اليمنى وجبل ورزاز.
تستخدم مياه وادي درعة في عملية ري بساتين النخيل والبساتين الصغيرة على طول النهر. في النصف الأول من القرن العشرين حدد المسار الأكثر انخفاضا لوادي درعة الفاصل بين منطقة الحماية الفرنسية على المغرب والمنطقة الواقعة تحت الحكم الإسباني. و يعيش 225 000 شخص في وادي درعة والذي يبلغ مساحته 23 000 كم مربع. ويوازي وادي درعة محافظة زاكورة والتي أنشئت عام 1997 في منطقة سوس ماسة درعة، ويوجد بها 23 قرية ومدينتين هما زاكورة وأكدز. وتشتهر قرية تامغروت القريبة من زاكورة بوجود الزاوية (للتعليم).

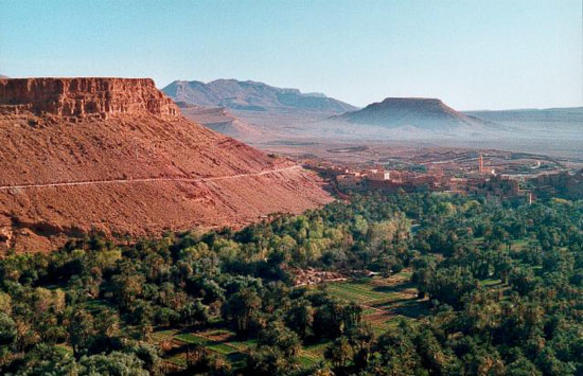
صورة لواحة في وادي درعة قرب زاكورة

## الواحات
يتكون وادي نهر درعة من ستة امتدادات من الواحات/بساتين النخيل من الشمال إلى الجنوب:
- واحة مزكيتا ومعها أكدز وأوريز وجنوبها سد تمسيخت
- واحة تنزولين وفيها أولاد لقراير وتينزولين وأولاد يعقوب وسد جنوبها
- واحة تيرناتا مع زاكورة
- واحة فاسواتا مع تامجروت وجنوبها سد أزاغا
- واحة كتاوة (الإنجليزية كتاوة) مع تاغونيت والبليدة وتيلاف وسد بونو جنوبها
- واحة محاميد الغزلان مع محاميد الغزلان

منذ تشييد سد المنصور الذهبي سنة 1972 على واد درعة، تعاني الواحات السفلى (تاغونيت ومحاميد الغزلان)  من التصحر وتدمير بسبب استحواذ الواحات الأربعة العليا على المياه  واستعمالها  للفلاحة الكثيفة المستهلك للمياه والموجهة للتصدير، كالبطيخ الأحمر عوض تسخيرها لتلبية حاجيات الفلاحة المعيشية المحلية.

## التحولات السكانية
شهد الوضع السكاني تغيرات كبيرة ترجع جزئياً إلى استقرار الرحل وتوسع التحضر. كمثال على ذلك، تضاعف عدد سكان الحضر في ولاية زاكورة ثلاث مرات خلال ثلاثين عامًا. في المقابل، عرفت واحات وادي درعة نموا متزايدا للنشاط السياحي الوطني والدولي مما شكل ضغطا قويا على الموارد الطبيعية وعاملا كبيرا في تدمير البيئة المحلية.

## سد المنصور الذهبي
يشكل هذاا السد  محور هذا التطورللتخفيف من مشكلة ندرة المياه. لكن تزامن  توقف المياه خلف السد مع الجفاف الشديد في المنطقة  أدى إلى تسريع تدهور النظم البيئية في واحة درعة، وخاصة الجنوبية منها

## الأعلام
مولاي محمد الشيخ

## معرض

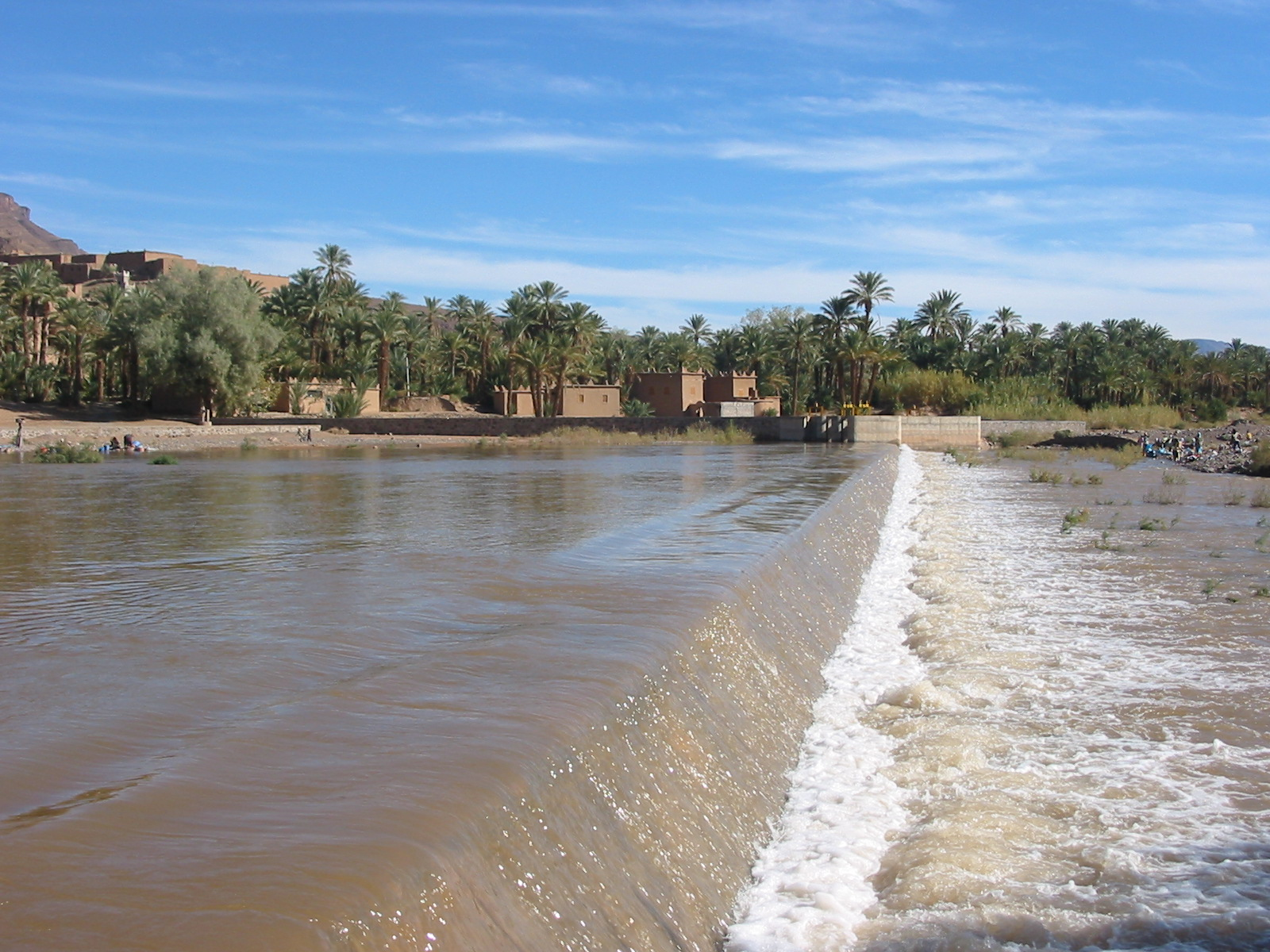
نهر درعة
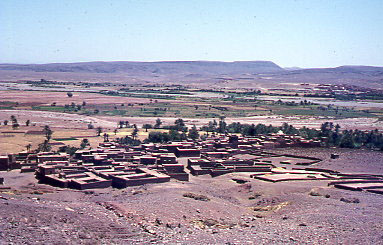
المغرب وادي درعة
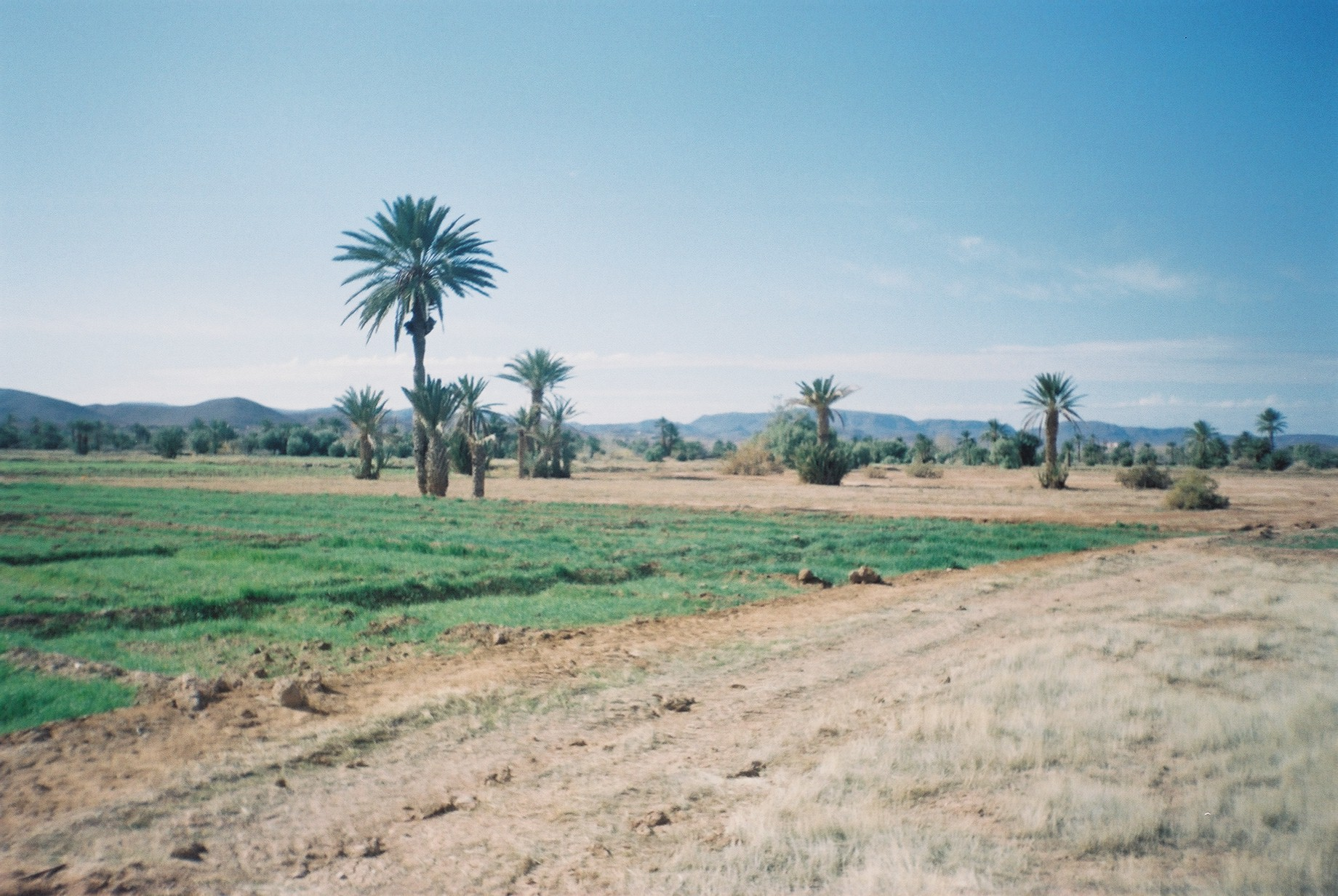
وادي درعة
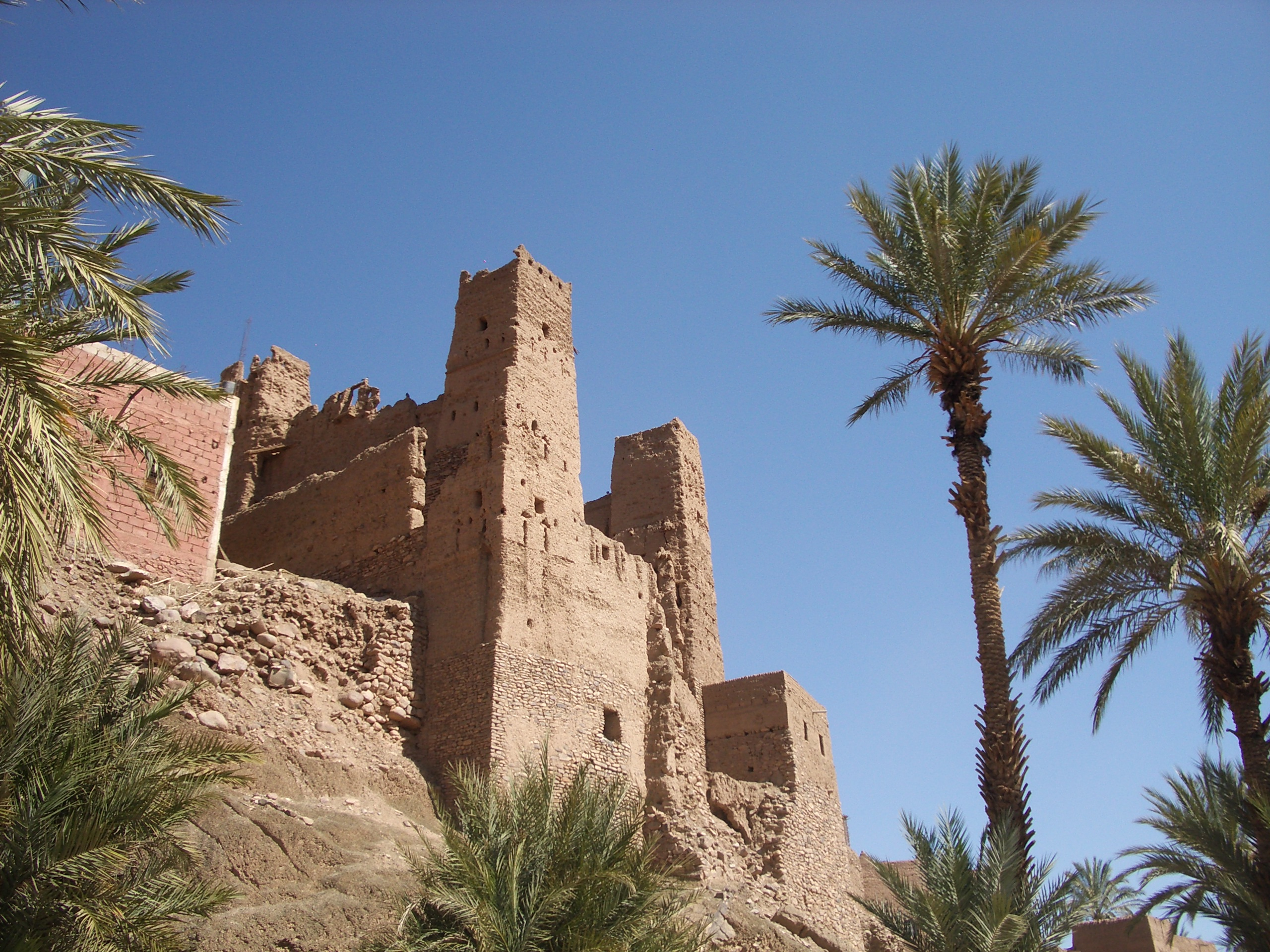
قصبة وادي درعة